# Fallout 4
Fallout 4 là một game nhập vai hành động hậu tận thế do hãng Bethesda Game Studios phát triển và Bethesda Softworks phát hành. Đây là phần thứ năm trong dòng game Fallout và được phát hành trên toàn thế giới vào ngày 10 tháng 11 năm 2015, cho Microsoft Windows, PlayStation 4 và Xbox One. Trò chơi lấy bối cảnh trong môi trường thế giới mở hậu tận thế bao trùm cả thành phố Boston và khu vực xung quanh Massachusetts được gọi là "Khối Thịnh vượng chung" (The Commonwealth). Câu chuyện chính diễn ra vào năm 2287, mười năm sau sự kiện Fallout 3 và 210 năm sau "Đại chiến", gây ra sự tàn phá hạt nhân thảm khốc trên toàn nước Mỹ.
Người chơi vào vai một nhân vật được gọi là "Sole Survivor" (Kẻ sống sót duy nhất), xuất hiện từ một khu vực đông lạnh lâu dài ở Vault 111, một nơi trú ẩn hạt nhân dưới lòng đất. Sau khi chứng kiến cảnh tượng vợ hoặc chồng mình bị sát hại và đứa con trai bị bắt cóc, Kẻ sống sót duy nhất mạo hiểm phiêu bạt Khối Thịnh vượng chung để tìm kiếm đứa con mất tích. Người chơi còn được dịp khám phá thế giới đổ nát thời hậu tận thế trong game, hoàn thành các nhiệm vụ khác nhau, giúp đỡ các phe phái và thu thập điểm kinh nghiệm để nâng cấp và tăng khả năng cho nhân vật của mình. Các tính năng mới của dòng game này bao gồm khả năng phát triển và quản lý các khu định cư và một hệ thống chế đồ phong phú, nơi các vật liệu được nhặt từ môi trường có thể được sử dụng để chế tạo thuốc và chất nổ, nâng cấp vũ khí và áo giáp, và xây dựng, cung cấp và cải thiện các khu định cư. Fallout 4 cũng đánh dấu là phiên bản đầu tiên trong sê-ri có nhân vật chính được lồng tiếng đầy đủ.
Fallout 4 nhận được đánh giá tích cực từ các nhà phê bình với nhiều lời khen ngợi về chiều sâu thế giới, sự tự do của người chơi, tổng thể nội dung, chế đồ và nhạc nền, trong khi những lời chỉ trích chủ yếu nhắm vào các vấn đề hình ảnh và kỹ thuật của trò chơi. Game là một sự thành công lớn về mặt thương mại, tạo ra 750 triệu đô la Mỹ trong vòng 24 giờ đầu tiên ra mắt và nhận được nhiều giải thưởng từ các ấn phẩm game và sự kiện trao giải khác nhau, bao gồm các giải thưởng tương ứng cho Game của Năm và Game Hay Nhất tại Viện Hàn lâm Khoa học & Nghệ thuật Tương tác và Giải thưởng Game Viện Hàn lâm nước Anh. Bethesda còn tung thêm các phần bổ sung sáu nội dung tải về, bao gồm Far Harbor và Nuka-World.

## Bối cảnh
Fallout 4 diễn ra vào năm 2287, mười năm sau sự kiện Fallout 3 và 210 năm sau Đại chiến, một cuộc chiến giữa Mỹ và Trung Quốc về tài nguyên thiên nhiên đã kết thúc trong vụ thảm họa hạt nhân năm 2077. Bối cảnh là một thế giới trong tương lai cổ điển thời hậu tận thế, bao phủ một khu vực bao gồm Boston và các khu vực khác của New England gọi là "Khối Thịnh vượng chung" (The Commonwealth). Không giống như các tựa game trước, câu chuyện của Fallout 4 bắt đầu vào ngày bom rơi: ngày 23 tháng 10 năm 2077.
Game diễn ra trong một phiên bản thay thế của lịch sử chứng kiến tính thẩm mỹ của thập niên 1940 và 1950 như thực khách và một rạp chiếu phim ngoài trời dành cho khách lái xe hơi. Thiết kế và công nghệ tiến bộ theo hướng tưởng tượng tại thời điểm đó. Do đó, kết quả dẫn đến một tương lai nhuốm màu sắc cổ điển, trong đó công nghệ đã phát triển đến mức đủ để sản xuất vũ khí laser, điều khiển gen và tạo ra trí tuệ nhân tạo gần như tự trị, nhưng tất cả đều nằm trong giới hạn của các giải pháp trong thập niên 1950 như sử dụng rộng rãi năng lượng nguyên tử và ống chân không, cũng như có các mạch tích hợp của thời đại kỹ thuật số. Kiến trúc, quảng cáo và phong cách sống nói chung cũng được mô tả là không thay đổi nhiều kể từ những năm 1950, trong khi bao gồm các sản phẩm đương đại, như một con ngựa bập bênh cho trẻ em trong một quảng cáo, hoặc áp phích cho những Vault ngầm đóng vai trò trung tâm trong cốt truyện của trò chơi.
Có bốn phe chính mà người chơi có thể chọn để hỗ trợ xuyên suốt câu chuyện; Brotherhood of Steel (Bằng hữu Thép), một phe chống Synth (dạng nửa người nửa máy) với hy vọng bảo tồn công nghệ trong Khối Thịnh vượng chung; Institute, một tổ chức bí mật chuyên tạo ra chủng loài Synth; Minutemenmột phe nhằm mục đích đánh đuổi những kẻ đột kích và các mối đe dọa khác đối với Khối Thịnh vượng chung; và Railroad, một tổ chức bí mật chuyên giải cứu các Synth từ tay Institute.

## Cốt truyện
Câu chuyện bắt đầu vào năm 2077 tại Sanctuary Hills, nằm gần Concord, Massachusetts. Nhân vật người chơi ở nhà với vợ/chồng của mình (Nate hoặc Nora tùy thuộc vào giới tính của người chơi), cùng hai cậu con trai Shaun và Codsworth. Một đại diện của Vault-Tec cho phép cả gia đình bước vào Vault 111, hầm trú ẩn của người dân địa phương. Một lát sau, TV phát bản tin cảnh báo về một cuộc tấn công hạt nhân sắp tới. Khi phát nổ, gia đình vội vàng di tản đến Vault, nơi họ bị lừa nằm trong ống trữ đông và sống đông lạnh. Sau một thời gian không xác định, họ bị đánh thức bởi hai kẻ lạ mặt, kẻ đã giết vợ/chồng của người chơi và bắt cóc Shaun. Người chơi được đưa trở lại vào giấc ngủ đông lạnh nhưng tỉnh dậy một lần nữa khi hệ thống hỗ trợ sự sống gặp trục trặc. Người chơi, hiện được gọi là "Sole Survivor" (Kẻ sống sót duy nhất) của Vault 111, thề sẽ trả thù cho cái chết của người bạn đời và tìm bằng được Shaun.
Người sống sót duy nhất trở về nhà để tìm kiếm Sanctuary Hills trong đống đổ nát. Họ tái hợp với Codsworth, kẻ tiết lộ rằng 210 năm đã trôi qua kể từ sau chiến tranh. Codsworth đề nghị Người sống sót đến gặp Concord để được giúp đỡ. Người sống sót tìm và kết bạn với Dogmeat, và hỗ trợ phe Minutemen di tản đến Sanctuary Hills. Người sống sót duy nhất liền đi đến Diamond City, một khu định cư kiên cố dựa trên tàn tích của Công viên Fenway, là nơi gặp được Piper. Ở đó, họ tìm hiểu về một tổ chức bí mật được gọi là Institute đã gây kinh hoàng cho Khối thịnh vượng chung bằng cách bắt cóc người và thay thế họ bằng "Synth", dạng người nhân tạo khó mà phân biệt được với người thật.
Với sự giúp đỡ của Nick Valentine, Người sống sót duy nhất phát hiện ra danh tính kẻ giết người bạn đời của mình: Conrad Kellogg (Keythe Farley). Sau khi biết được từ Kellogg rằng Shaun đang bị giam giữ trong Institute, Người sống sót duy nhất giết chết anh ta và lấy một bộ cấy từ tính từ não để truy cập vào ký ức của anh ta. Trong thời gian này, Brotherhood of Steel đến Khối Thịnh vượng chung bằng Prydwen, một loại khinh khí cầu. Người sống sót duy nhất nắm được tin tức từ Brian Virgil (Matthew Waterson), một cựu khoa học gia của Institute, rằng dịch chuyển tức thời là cách duy nhất để đặt chân vào Institute. Sau khi Người sống sót lấy ra một con chip và giải mã nó với sự trợ giúp của Railroad, Virgil cung cấp bản thiết kế cho một thiết bị dịch chuyển tức thời, mà Người sống sót duy nhất xây dựng nên bằng cách liên kết với Brotherhood, Minutemen hoặc Railroad.
Người sống sót duy nhất thành công bước vào Institute và phát hiện ra rằng Shaun chính là giám đốc của Institute. Shaun, giờ là một ông già tự xưng là Cha (Tony Amendola), tiết lộ rằng ông đã bị Kellogg bắt cóc để trở thành một mẫu vật cho các thí nghiệm tổng hợp do DNA thuần khiết trước chiến tranh của mình, và Người sống sót duy nhất vẫn bị giam cầm thêm sáu mươi năm nữa trước khi được đánh thức lại. Ông bèn mời Người sống sót duy nhất tham gia Institute. Nếu được chấp nhận, Shaun tiết lộ rằng ông ta sắp chết vì ung thư và mong muốn Người sống sót trở thành người kế vị. Sau khi bắt đầu một cuộc thanh trừng ở Khối Thịnh vượng chung, quét sạch Brotherhood và Railroad, Người sống sót nắm quyền kiểm soát Institute sau cái chết của Shaun. Mặt khác, Người sống sót duy nhất nghĩ ra một kế hoạch với phe mình để chiến đấu chống lại Institute. Đứng về phía Brotherhood hoặc Railroad sẽ buộc Người sống sót duy nhất phải tiêu diệt phe khác. Người sống sót duy nhất kích nổ lò phản ứng hạt nhân, phá hủy Institute. Sau chiến công này, nếu Kẻ sống sót đứng về phía Minutemen, cuối cùng họ phải quét sạch mọi phe thù địch còn lại. Nếu không, họ sẽ vẫn trung lập.

## Lối chơi
Fallout 4 là một game nhập vai hành động lấy bối cảnh thế giới mở, lối chơi tương tự như Fallout 3 và Fallout: New Vegas, hai lần lặp lại chủ yếu trước đó trong sê-ri. Các tính năng quay lại bao gồm một camera có thể chuyển đổi giữa góc nhìn thứ nhất và thứ ba. Fallout 4 giới thiệu các tính năng bao gồm hệ thống áo giáp nhiều lớp, xây dựng căn cứ, hệ thống đối thoại gồm 111.000 dòng đối thoại, và hệ thống tạo đồ nhằm chế tác mọi vật thể cướp được trong game. Người chơi được dịp gặp lại những kẻ thù quen thuộc như Mole Rats, Raiders, Super Mutants, Deathclaws và Feral Ghouls, cùng với người bạn đồng hành là chú chó Dogmeat.
Người chơi được tự do đi lang thang trong thế giới của trò chơi và rời khỏi cuộc trò chuyện bất cứ lúc nào. Nếu người chơi đã phát hiện ra một địa điểm nhất định, họ có thể nhanh chóng di chuyển đến đó. Họ có khả năng tùy biến vũ khí; game bao gồm hơn 50 khẩu súng cơ bản, có thể được chế tạo với nhiều sửa đổi khác nhau, chẳng hạn như các loại nòng súng và tiêu điểm laser, với hơn 700 sửa đổi có sẵn. Power Armor đã được thiết kế lại giống như một chiếc xe hơn là một bộ áo giáp có thể trang bị, yêu cầu lõi năng lượng và tử trọng cơ bản không cần đến nữa và có thể được sửa đổi, cho phép người chơi thêm các vật phẩm như jetpack hoặc chọn các loại áo giáp riêng biệt cho mỗi phần của bộ đồ.
Một tính năng mới của dòng game này là khả năng chế đồ và giải tỏa kết cấu các khu định cư và tòa nhà. Người chơi có thể chọn nhiều đối tượng và công trình trong game và sử dụng chúng để tự do xây dựng các cấu trúc của riêng mình. Ngoài ra, người chơi còn được sử dụng hệ thống đường dây điện để cung cấp điện cho các thị trấn. Thương nhân và nhân vật không phải người chơi (NPC) có thể cư trú tại các khu định cư của người chơi, trong đó người chơi phải cung cấp thức ăn bằng cách trồng trọt lương thực trong các miếng vá tạm thời và lắp đặt máy bơm nước. Người chơi có thể xây dựng nhiều hệ thống phòng thủ khác nhau xung quanh các khu định cư của mình, như tháp pháo và bẫy, để phòng thủ trước các cuộc tấn công ngẫu nhiên từ kẻ địch xung quanh.

Khi dùng V.A.T.S., hành động trong thời gian thực bị chậm lại và người chơi có thể thấy xác suất đánh vào từng bộ phận cơ thể của kẻ thù thông qua tỷ lệ phần trăm được hiển thị ở đây trên phiên bản PlayStation 4.

Pip-Boy, một thiết bị điện toán cá nhân gắn liền với cổ tay của nhân vật người chơi, cho phép người chơi truy cập một menu với các chỉ số trạng thái, bản đồ, dữ liệu và vật phẩm mà người chơi kiếm được. Người chơi có thể tìm thấy các bộ băng game, có thể chơi trên Pip-Boy hoặc thiết bị đầu cuối. Một tính năng mới cho giao diện Pip-Boy là một ứng dụng tải về cho điện thoại thông minh và máy tính bảng iOS, Android và Windows. Ứng dụng tùy chọn này cho phép người chơi truy cập vào giao diện Pip-Boy trên một màn hình riêng biệt và chơi băng game đã thu thập khi không chơi bản game chính nữa. Một tính năng quay trở lại khác là Vault-Tec Assisted Targeting System (V.A.T.S.). Trong khi dùng V.A.T.S., cảnh chiến đấu trong thời gian thực bị chậm lại (thay vì dừng hoàn toàn như trong các phần trước) và hành động được diễn ra từ các góc camera khác nhau trong phiên bản đồ họa máy tính của "bullet time" (viên đạn thời gian). Các hành động khác nhau có số lượng điểm, giới hạn hành động của mỗi chiến binh trong một khoảng thời gian và người chơi có thể nhắm mục tiêu các bộ phận cơ thể riêng biệt cho các cuộc tấn công nhằm gây thương tích cụ thể; headshot dùng để giết nhanh diệt gọn hoặc làm bị mù, bắn vào chân làm chậm chuyển động của kẻ thù và giải giáp đối thủ bằng cách bắn vào vũ khí của họ. Không giống như các phiên bản trước đây, mà người chơi có cơ hội ngẫu nhiên gây ra một đòn chí mạng, giờ đây chúng được thực hiện thủ công thông qua V.A.T.S.
Khởi đầu game, người chơi được cho điểm để chi tiêu cho hệ thống phát triển nhân vật mang tên S.P.E.C.I.A.L.. Hệ thống này đại diện cho bảy thuộc tính, đó là sức mạnh (strength), nhận thức (perception), sức bền (endurance), uy tín (charisma), trí thông minh (intelligence), sự nhanh nhẹn (agility) và may mắn (luck). Khi người chơi kiếm đủ điểm kinh nghiệm để đạt cấp độ mới, họ sẽ mở khóa một khả năng. Khi người chơi phân bổ nhiều điểm hơn cho một thuộc tính thì có thể mở khóa thêm nhiều khả năng hơn nữa. Những perk này cũng có thể được nâng cấp để cải thiện năng lực của nhân vật chính và để mở khóa thêm khả năng mới. Có khoảng 275 perk có sẵn cho người chơi mở khóa. Không có giới hạn cấp độ và trò chơi không kết thúc khi người chơi hoàn thành câu chuyện chính.
Người chơi có thể đi cùng lúc chỉ với một người bạn đồng hành, mặc dù các nhân vật khác cũng đồng hành cùng người chơi trong một số nhiệm vụ nhất định. Lần đầu tiên trong sê-ri, những người bạn đồng hành này có thể tương tác với môi trường thay mặt nhân vật người chơi. Ví dụ: nếu nhân vật người chơi không có kỹ năng cần thiết để hack thiết bị đầu cuối hoặc cạy khóa, họ có thể ra lệnh cho người bạn đồng hành làm điều đó cho họ. Bất kỳ bạn đồng hành nào ngoài Dogmeat sẽ phản ứng với một số hành động của người chơi theo một trong bốn cách (yêu, thích, không thích hoặc ghét), làm tăng hoặc giảm "mối quan hệ" của họ. Tăng mối quan hệ của người bạn đồng hành lên 1.000 điểm sẽ khiến họ "thần tượng hóa" người chơi và được cấp một perk cụ thể. Ví dụ, Codsworth sẽ cung cấp phần thưởng Kháng Năng lượng (Energy Resistance). Người bạn đồng hành sẽ rời đi nếu mối quan hệ giảm xuống đủ thấp, và một số hành động thậm chí có thể khiến họ trở nên thù địch.

### Nhân vật
Nhân vật của người chơi (được lồng tiếng bởi Brian T. Delaney hoặc Courtenay Taylor) trú ẩn trong Vault 111, rồi xuất hiện đúng 210 năm sau vào ngày 23 tháng 10 năm 2287 và tự xưng tên mình là "Sole Survivor" (Người sống sót duy nhất). Có mười ba người bạn đồng hành cùng người chơi trong game. Dogmeat, một con chó chăn cừu Đức hết mực trung thành, là người bạn đồng hành bắt buộc duy nhất, nhưng ít nhất sáu người khác mà người chơi gặp phải trên chuyến hành trình đầy sóng gió; Codsworth (Stephen Russell), robot quản gia của Người sống sót duy nhất; Deacon (Ryan Alosio), quản lý Railroad; John Hancock (Danny Shorago), thị trưởng Goodneighbor; Nick Valentine (Stephen Russell), một thám tử nửa người nửa máy; Piper Wright (Courtney Ford), một phóng viên gan dạ; và Preston Garvey (Jon Gentry), thủ lĩnh bất đắc dĩ của Minutemen. Sáu người bạn đồng hành khác gồm Cait (Katy Townsend), một chiến binh ngục tù nói giọng Ailen; Curie (Sophie Simone Cortina), một nhà khoa học robot đã biến thành Synth; Danse (Peter Jessop), thành viên Brotherhood of Steel Paladin; MacCready (Matthew Mercer), một tay lính đánh thuê; Strong (Sean Schemmel), một chủng lai giữa người và máy Super Mutant; và X6-88 (David Paluck), nhân viên Institute Courser. Bảy người bạn đồng hành này trở thành những lựa chọn lãng mạn khi họ thần tượng Người sống sót duy nhất: Cait, Curie, Danse, Hancock, MacCready, Piper và Preston.

## Phát triển

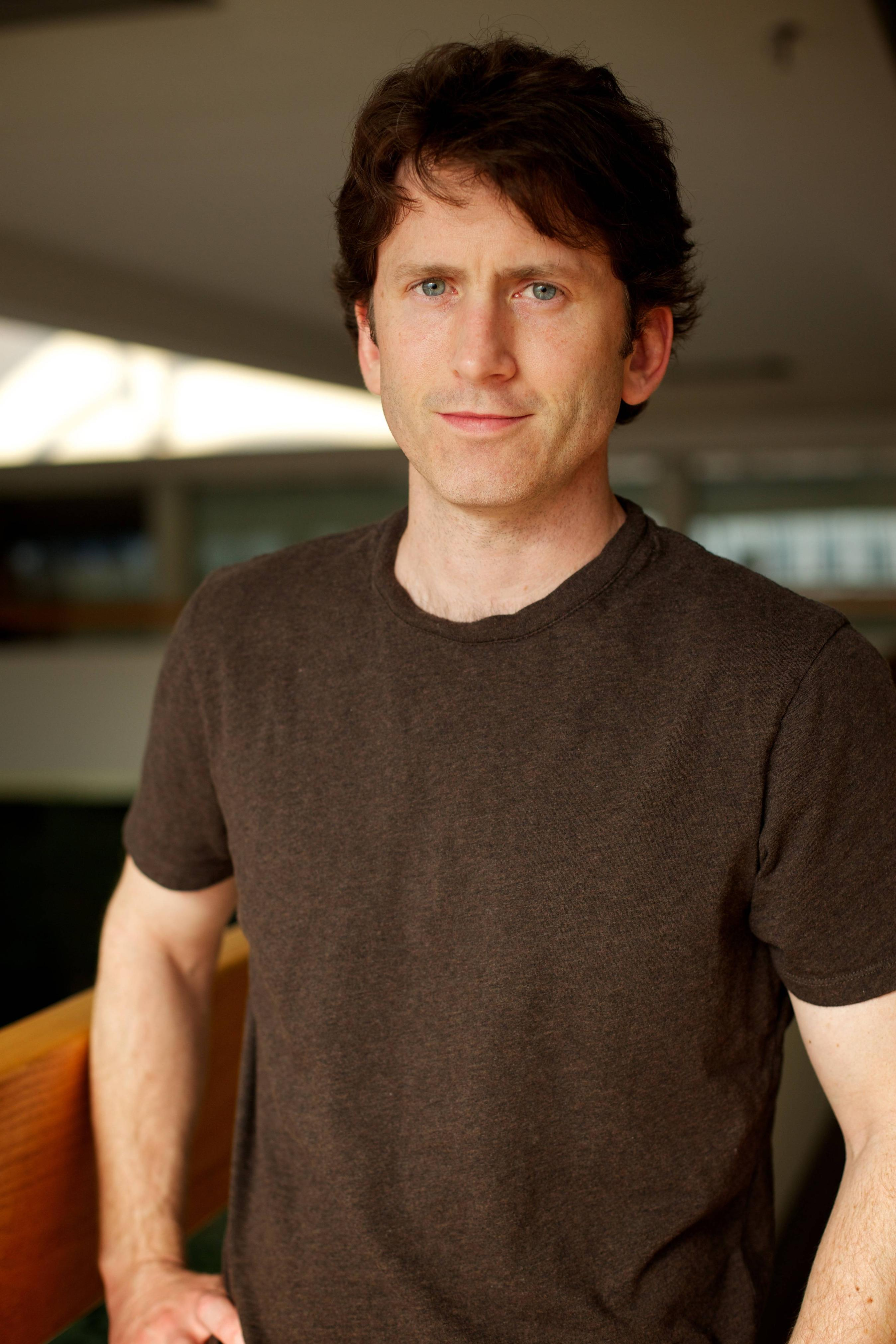
Todd Howard, giám đốc game của cả Fallout 4 và Fallout 3.

Kế hoạch ban đầu cho Fallout 4 được hình thành vào năm 2009, khi đạo diễn Todd Howard muốn khám phá thế giới Fallout trước khi bom tấn bùng nổ. Do đó, một nhóm bắt đầu sản xuất trò chơi vào năm đó, bao gồm Istvan Pely, họa sĩ chính cho Fallout 3, sau khi hoàn thành nội dung tải về của trò chơi (DLC). Trong khi đó, việc phát triển The Elder Scrolls V: Skyrim đã thu hút sự chú ý của Bethesda và sau khi trò chơi này được phát hành vào năm 2011, studio tiếp tục hỗ trợ thường xuyên cho đến năm 2013 với các bản cập nhật vàbDLC. Sau khi nội dung đó kết thúc, Fallout 4 đã bước vào quy trình sản xuất toàn diện từ giữa năm 2013 đến giữa năm 2015.

### Thiết kế
Không giống như hai phần trước đó—Fallout 3 và Fallout: New Vegas—sử dụng bộ engine Gamebryo, Fallout 4 dùng Creation Engine, từng được sử dụng trong The Elder Scrolls V: Skyrim. Được sửa đổi cho Fallout 4, Creation Engine bao gồm một hệ thống chỉnh sửa nhân vật được tân trang lại, cho phép tạo khuôn mặt tự do mà không cần sử dụng thanh trượt được thấy trong các phiên bản trước. Thay vào đó, người chơi có thể nhấp và kéo từng đặc điểm của khuôn mặt để tùy chỉnh chính xác nhân vật của họ, có thể là đàn ông hoặc phụ nữ như các bản Fallout trước đó đã xuất hiện. Bethesda tuyên bố rằng game sẽ chạy ở độ phân giải 1080p và 30 khung hình mỗi giây trên PlayStation 4 và Xbox One. Bethesda tiết lộ rằng các thiết bị di động sẽ được tích hợp vào trò chơi dưới dạng màn hình thứ hai, hoạt động như một màn hình phụ cho Pip-Boy.
Lần đầu tiên trong dòng game Fallout, nhân vật của người chơi, Người sống sót duy nhất, được lồng tiếng đầy đủ, bao gồm tất cả các tùy chọn đối thoại dựa trên quyết định. Brian T. Delaney và Courtenay Taylor là hai diễn viên lồng tiếng cho nhân vật người chơi.
Todd Howard từng tiết lộ rằng các bản mod cho phiên bản PC của trò chơi sẽ có thể sử dụng được trên phiên bản Xbox One và cuối cùng nhóm đã hy vọng đưa chúng lên phiên bản PlayStation 4. Khi được hỏi về nỗ lực thất bại trong việc thêm hệ thống mod trả phí vào The Elder Scrolls V: Skyrim, Howard nói rằng không có kế hoạch nào cho nỗ lực tương tự với Fallout 4. Các mod được tạo bởi người chơi PC thông qua The Creation Kit, chứa các công cụ mod chính thức, đã được phát hành cho người chơi Xbox One và PlayStation 4 vào tháng 5 năm 2016 và tháng 6 năm 2016. Các bản mod Fallout 4 đã được phát hành cho Xbox One vào tháng 5 năm 2016. Các mod PlayStation 4 đã bị Sony quét sạch vào tháng 9 năm 2016, nhưng Bethesda đã thông báo một tháng sau đó rằng hỗ trợ mod vẫn sẽ xảy ra. Kể từ tháng 11 năm 2016, hỗ trợ mod cho phiên bản PlayStation 4 có mặt cùng với việc giới thiệu bản cập nhật 1.8.

### Engine
Fallout 4 sử dụng Creation Engine của Bethesda, từng được tạo ra dành cho The Elder Scrolls V: Skyrim. Ngay sau khi phát hành Fallout 3, nhóm đã nghĩ ra nhiều mục tiêu thiết kế nhằm đáp ứng Skyrim—đã được cập nhật cho các yêu cầu phần cứng của Fallout 4. Creation Engine được cập nhật cho phép cải tiến đồ họa so với những nỗ lực trước đây của Bethesda.
Ánh sáng động cho phép tạo bóng bởi bất kỳ cấu trúc hoặc vật phẩm nào trong thế giới trò chơi. Bộ engine này cung cấp nhiều hiệu ứng hình ảnh không có trong các trò chơi Bethesda trước đây như làm mờ chuyển động, khử răng cưa tạm thời, sương mù chiều cao, phân tán động, phản xạ không gian màn hình, ánh xạ tông màu phim, một hệ thống vật liệu cập nhật—cho các vân bề mặt ẩm ướt—giữa nhiều thứ khác. Engine cho phép nhóm Bethesda thêm ánh sáng động hơn cho mọi cảnh cũng như "sơn bề mặt bằng vật liệu thực tế". Bethesda đã đưa ra một ví dụ về cách thức hoạt động của engine: "Khi một cơn bão mưa cuốn vào, hệ thống vật liệu mới của chúng tôi cho phép các bề mặt của thế giới bị ướt, và một hệ thống mô phỏng loại vải mới làm cho vải, tóc và thảm thực vật bị gió thổi bay."
Creation Engine được cập nhật cho phép hệ thống tạo nhân vật tiên tiến hơn, sử dụng công cụ điêu khắc—bỏ qua hàng loạt thanh trượt có mặt trong các phiên bản trước. Cụ thể, hệ thống tạo nhân vật mới giới thiệu một trình chỉnh sửa khuôn mặt mới, dạng tự do, không trượt được điều khiển thông qua giao diện mô hình hóa thời gian thực, năng động.
Liên quan đến các hình ảnh động đã nói ở trên, engine cập nhật cũng cho phép cách tiếp cận cởi mở hơn với các cuộc hội thoại với NPC—trong đó các chế độ xem camera có thể thay đổi tùy theo sở thích của người chơi từ góc nhìn thứ nhất sang góc nhìn thứ ba đậm chất điện ảnh—so với hệ thống đàm thoại cứng nhắc và cá biệt của Fallout 3. Nhân vật chính có màn đối đáp năng động hơn, nhạy cảm với bối cảnh và cho phép người chơi rút lui khỏi cuộc trò chuyện. Theo lời của Howard, "bạn có thể tự do bỏ đi bất cứ lúc nào nếu bạn muốn, hoặc thậm chí bạn có thể bắn vào mặt anh ta."

## Tiếp thị và phát hành

Một chiếc Volkswagen Type 2 được tùy chỉnh để quảng bá Fallout 4 tại Gamescom 2015.

Vào ngày 2 tháng 6 năm 2015, Bethesda đã xuất bản đồng hồ đếm ngược dự kiến hết hạn vào ngày 3 tháng 6 năm 2015, lúc 14:00 UTC. Trang web của game đã đi trước một chút so với lịch trình, tiết lộ trò chơi cùng với các hệ máy và hình bìa của nó. Trang web đã được gỡ xuống sau đó nhưng đã được đưa trở lại vào thời gian dự kiến. Đoạn trailer được phát hành khi hết giờ đếm ngược, và trò chơi được xác nhận sẽ diễn ra tại Boston và vùng nông thôn xung quanh Massachusetts, như được gợi ý bởi những tin đồn trước đó. Thông tin chi tiết đã được đưa ra trong cuộc họp báo E3 2015 của Bethesda vào ngày 14 tháng 6 năm 2015.
Fallout 4 đã có sẵn để đặt hàng trước sau thông báo sản phẩm. Ngoài phiên bản tiêu chuẩn của trò chơi, còn có phiên bản dành cho người sưu tầm bao gồm bản sao đeo được của Pip-Boy. Món này có thể chứa một loại thiết bị điện thoại thông minh, có thể chạy chức năng màn hình thứ hai của trò chơi. Là phần thưởng đặt hàng trước cho phiên bản Windows của trò chơi, gói phát thanh viên có giọng nói của Mister Handy đã được phát hành cho tựa game đấu trường trực tuyến nhiều người chơi, Dota 2, do Valve Corporation phát triển. Bethesda thông báo rằng Fallout 4 đã hết vàng vào ngày 23 tháng 10 năm 2015. Game được phát hành cho Windows, PlayStation 4 và Xbox One vào ngày 10 tháng 11 năm 2015.

## Sau phát hành

### Cập nhật
Sau khi phát hành Fallout 4, Bethesda đã phải tung ra một số bản vá lỗi để giải quyết một số vấn đề đã có mặt trong buổi ra mắt của trò chơi cùng với các tính năng trình bày cải thiện lối chơi chung. Bản vá lỗi đầu tiên—được mã hóa là bản vá 1.2—điều chỉnh game bằng cách cải thiện tốc độ khung hình. Bản vá 1.2 đã sửa một vài lỗi kỹ thuật và sai số hiện tại khi ra mắt trò chơi nhưng đã can thiệp vào việc hỗ trợ mod không chính thức. Bản vá 1.3 đã cải thiện đồ họa của trò chơi trên tất cả các nền tảng, cùng với việc giới thiệu các tính năng mới như menu trạng thái được thêm cho cư dân tại các khu định cư. Đối với các bản cập nhật đồ họa được giới thiệu trong bản vá này, bản PC còn được cung cấp hiệu ứng mảnh vỡ vũ khí mới và thiết chế che giấu môi trường xung quanh mới. Bản vá đã sửa một số lỗi và trục trặc trong trò chơi. Bản vá 1.4 được thiết kế để sẵn sàng cho game dành cho Creation Kit và nội dung tải về sắp tới. Bản vá 1.4 mang đến nhiều bổ sung cho cơ chế xây dựng khu định cư của trò chơi bằng cách thêm một biểu tượng vào nội dung mới được cộng đồng mod tạo ra, cùng với việc thêm một loạt các vật phẩm, như kiểu dáng Raider và Super Mutant. Bản vá này cũng mang lại những cải tiến chung cho sự ổn định trong game. Bản vá 1.5 đã thêm một chế độ sinh tồn được tân trang cùng với sự hỗ trợ cho các bản sửa lỗi có thể tải xuống. Tương tự như các trò chơi Bethesda trước đây, cộng đồng fan hâm mộ của Fallout 4 đã tạo ra các bản vá không chính thức để giải quyết các vấn đề và lỗi không được giải quyết bằng các bản vá chính thức từ hãng.
Trong suốt kỳ E3 2016, một mục thực tế ảo cho trò chơi đã được công bố, sẽ được phát hành vào năm 2017. Fallout 4 VR đã được phát hành dưới dạng tựa game độc lập vào ngày 4 tháng 12 năm 2017, dành cho PC trên nền tảng HTC Vive.

### Nội dung tải về
Vào ngày 16 tháng 2 năm 2016, Bethesda đã công bố chi tiết, giá cả và ngày phát hành ba phần bổ sung đầu tiên cho Fallout 4. Phần đầu tiên, Automatron, cho phép người chơi xây dựng người bạn robot đồng hành tùy chỉnh bằng cách sử dụng các bộ phận robot trong khi thêm vào các nhiệm vụ bổ sung, đã được phát hành tại thị trường châu Âu và Bắc Mỹ vào ngày 22 tháng 3 năm 2016. Tiếp theo là Wasteland Workshop vào ngày 12 tháng 4 năm 2016, cung cấp những tùy chọn xây dựng mới cho các khu định cư và khả năng người chơi đem các sinh vật hoặc con người bị bắt giữ nhốt vào một cái lồng, và thêm các trang trí mới như đèn neon và chữ in. Phần thứ ba mang tên Far Harbor, là một câu chuyện mở rộng lấy bối cảnh tại thành phố thời hậu chiến Far Harbor, Maine, và được phát hành vào ngày 19 tháng 5 năm 2016. Vào ngày 12 tháng 6 năm 2016, tại E3 2016, Bethesda đã tiết lộ ba gói bổ sung mới cho trò chơi; hai phần đầu tiên, Contraptions Workshop, được phát hành vào ngày 21 tháng 6 năm 2016 và Vault-Tec Workshop, được phát hành vào ngày 26 tháng 7 năm 2016, có cấu trúc tương tự như phần bổ sung Wasteland Workshop, cung cấp cho người chơi nhiều tùy chọn xây dựng và trang trí hơn; Vault-Tec Workshop cũng bổ sung một lối kể chuyện ngắn gọn. Phần bổ sung thứ ba của Fallout 4, Nuka-World, được phát hành vào ngày 30 tháng 8 năm 2016, thêm một khu vực dựa trên công viên giải trí để người chơi khám phá, trong đó người chơi có thể gia nhập hoặc kết liễu các nhóm cướp khác nhau cư trú trong công viên. Nếu người chơi quyết định lựa chọn đầu tiên thì có thể giúp một trong các nhóm cướp kiểm soát các khu định cư khác nhau trong Khối Thịnh vượng chung từ phiên bản gốc.

### Creation Club
Tại E3 2017, Bethesda đã thông báo rằng Fallout 4 sẽ hỗ trợ Creation Club, một hệ thống hỗ trợ trong game để mua và tải xuống nội dung tùy chỉnh. Creation Club đã đi vào hoạt động trong tháng 8 năm 2017.

## Đón nhận
Fallout 4 nhận được đánh giá "nói chung là thuận lợi" trên cả ba hệ máy theo trang web tổng hợp kết quả đánh giá Metacritic.
Peter Brown của GameSpot đã chấm cho game số điểm 9/10, nói rằng "Fallout 4 là một cuộc tranh luận về thực chất trên phong cách, và là sự bổ sung tuyệt vời cho loạt game thế giới mở được tôn kính." Brown đã ca ngợi các công cụ sáng tạo "kích thích tư duy", "trực quan", lượng nội dung lớn, chiến đấu tổng thể và tự do tổng thể mà người chơi được nhận lấy. Andrew Reiner của Game Informer đã chấm cho game số điểm 9/10 và nói: "Bethesda đã tạo ra một trò chơi khác mà bạn có thể mất mạng. Những trải nghiệm mới cứ tiếp tục và bạn luôn có một perk khác để mở khóa." Reiner ca ngợi cuộc chiến "được cải thiện rất nhiều", thế giới "đông đúc", và điểm số "xuất sắc", nhưng có những cảm xúc lẫn lộn về hình ảnh. Dan Stapleton của IGN đã chấm cho game số điểm 9.5/10 và viết: "Thế giới, thám hiểm, chế đồ, bầu không khí và câu chuyện của Fallout 4 đều là những phần quan trọng của trò chơi nhập vai sandbox cực kỳ thành công này. Những lý do mới tuyệt vời để thu thập một cách ám ảnh và tích trữ các dấu tích của thời kỳ hạnh phúc hơn, những người bạn đồng hành mạnh mẽ và những kẻ hung ác đầy thiện cảm thúc đẩy các quyết định khó khăn khiến nó trở thành một cuộc phiêu lưu chắc chắn tôi sẽ chiếu lại và xem xét lại. Ngay cả tính dao động về mặt kỹ thuật mọc lên ở đây và thậm chí không thể bắt đầu làm chậm đà tiến bước của nó."
Phil Savage của PC Gamer đã đề cập rằng Fallout 4 là "một sản phẩm yêu thương. Nó được chăm sóc và chú ý đến từng chi tiết" và đó là "một niềm vui để chọn đi qua thế giới". Ông kết luận bài đánh giá của mình nêu rõ "nhiều vấn đề của Fallout 4, giống như mọi game nhập vai Bethesda trước đó, là hậu quả của những gì khiến chúng khó mà quên được". Polygon đã cho số điểm 9.5/10, nói rằng "Fallout 4 mang đến lối chơi tuyệt vời để phù hợp với thế giới và bầu không khí của nó".  Destructoid chấm cho game số điểm 7.5/10, viết "rất nhiều vấn đề về chữ ký của nhượng quyền thương mại đã được chuyển trực tiếp vào Fallout 4".

### Doanh số
Fallout 4 đã bán được 1,2 triệu bản trên Steam trong 24 giờ đầu phát hành. Trò chơi cũng bán được nhiều bản kỹ thuật số hơn các bản vật lý vào ngày đầu tiên ra mắt. Với gần 470.000 người chơi Steam đồng thời vào ngày ra mắt, Fallout 4 đã phá vỡ kỷ lục của Grand Theft Auto V vì có nhiều người chơi trực tuyến đồng thời nhất trong một tựa game Steam không do Valve Corporation phát triển. Bethesda đã chuyển giao 12 triệu bản game cho các nhà bán lẻ trong vòng 24 giờ đầu tiên.
Đầu năm 2017, Pete Hines từng tuyên bố rằng Fallout 4 đã bán được nhiều bản hơn trong cùng khoảng thời gian so với Skyrim, mặc dù ông không cung cấp số liệu chính thức.

### Giải thưởng
Fallout 4 đã nhận được nhiều giải thưởng và đề cử từ các ấn phẩm về game như  GameSpot, GamesRadar, EGM, Game Revolution, IGN, và nhiều hơn nữa. Trò chơi đã nhận được giải thưởng Game của Năm từ lễ kỷ niệm thứ 19 của Viện Hàn lâm Khoa học và Nghệ thuật Tương tác—còn gọi là D.I.C.E.—trong số rất nhiều đề cử cho giải thưởng từ The Game Awards, The Daily Telegraph, PC Gamer, IGN và hơn thế nữa. Nó cũng được xếp vào nhiều danh sách các game hay nhất năm 2015, trong đó GameSpot xếp thứ sáu, GamesRadar ở vị trí thứ tư, trong số các danh sách hàng đầu khác. Trò chơi cũng nhận được giải thưởng và đề cử cho Game Nhập Vai của Năm với việc giành được giải thưởng từ Game Critics và D.I.C.E. với các đề cử từ các ấn phẩm về game khác nhau.
| Năm  | Giải thưởng                                                         | Hạng mục                                            | Người nhận                                    | Kết quả   | Tham khảo       |
| ---- | ------------------------------------------------------------------- | --------------------------------------------------- | --------------------------------------------- | --------- | --------------- |
| 2015 | Game Critic Awards 2015                                             | Best of Show                                        | Fallout 4                                     | Đoạt giải | [ 93 ]          |
| 2015 | Game Critic Awards 2015                                             | Best PC Game                                        | Fallout 4                                     | Đoạt giải | [ 93 ]          |
| 2015 | Game Critic Awards 2015                                             | Best Role Playing Game                              | Fallout 4                                     | Đoạt giải | [ 93 ]          |
| 2015 | 33rd Golden Joystick Awards                                         | Most Wanted Game                                    | Fallout 4                                     | Đoạt giải | [ 95 ]          |
| 2015 | The Game Awards 2015                                                | Game of the Year                                    | Fallout 4                                     | Đề cử     | [ 96 ]          |
| 2015 | The Game Awards 2015                                                | Best Score/Soundtrack                               | Inon Zur                                      | Đề cử     | [ 96 ]          |
| 2015 | The Game Awards 2015                                                | Best Role Playing Game                              | Fallout 4                                     | Đề cử     | [ 96 ]          |
| 2016 | 19th Annual D.I.C.E. Awards                                         | Game of the Year                                    | Fallout 4                                     | Đoạt giải | [ 97 ]          |
| 2016 | 19th Annual D.I.C.E. Awards                                         | Outstanding Achievement in Game Direction           | Fallout 4                                     | Đoạt giải | [ 97 ]          |
| 2016 | 19th Annual D.I.C.E. Awards                                         | Outstanding Achievement in Story                    | Fallout 4                                     | Đề cử     | [ 97 ]          |
| 2016 | 19th Annual D.I.C.E. Awards                                         | Role-playing/Massively Multiplayer Game of the Year | Fallout 4                                     | Đoạt giải | [ 97 ]          |
| 2016 | 19th Annual D.I.C.E. Awards                                         | Outstanding Achievement in Game Design              | Fallout 4                                     | Đề cử     | [ 97 ]          |
| 2016 | 16th Game Developers Choice Awards                                  | Game of the Year                                    | Fallout 4                                     | Đề cử     | [ 98 ]          |
| 2016 | 16th Game Developers Choice Awards                                  | Best Design                                         | Fallout 4                                     | Đề cử     | [ 98 ]          |
| 2016 | 16th Game Developers Choice Awards                                  | Best Technology                                     | Fallout 4                                     | Đề cử     | [ 98 ]          |
| 2016 | 2016 SXSW Gaming Awards                                             | Game of the Year                                    | Fallout 4                                     | Đề cử     | [ 99 ]          |
| 2016 | 2016 SXSW Gaming Awards                                             | Excellence in Technical Achievement                 | Fallout 4                                     | Đề cử     | [ 99 ]          |
| 2016 | 2016 SXSW Gaming Awards                                             | Excellence in Design                                | Fallout 4                                     | Đề cử     | [ 99 ]          |
| 2016 | 15th National Academy of Video Game Trade Reviewers (NAVGTR) awards | Game of the Year                                    | Fallout 4                                     | Đề cử     | [ 100 ]         |
| 2016 | 15th National Academy of Video Game Trade Reviewers (NAVGTR) awards | Animation, Artistic                                 | Fallout 4                                     | Đề cử     | [ 100 ]         |
| 2016 | 15th National Academy of Video Game Trade Reviewers (NAVGTR) awards | Art Direction, Period Influence                     | Fallout 4                                     | Đề cử     | [ 100 ]         |
| 2016 | 15th National Academy of Video Game Trade Reviewers (NAVGTR) awards | Art Direction, Contemporary                         | Fallout 4                                     | Đề cử     | [ 100 ]         |
| 2016 | 15th National Academy of Video Game Trade Reviewers (NAVGTR) awards | Camera Direction in a Game Engine                   | Fallout 4                                     | Đề cử     | [ 100 ]         |
| 2016 | 15th National Academy of Video Game Trade Reviewers (NAVGTR) awards | Character Design                                    | Fallout 4                                     | Đề cử     | [ 100 ]         |
| 2016 | 15th National Academy of Video Game Trade Reviewers (NAVGTR) awards | Costume Design                                      | Fallout 4                                     | Đề cử     | [ 100 ]         |
| 2016 | 15th National Academy of Video Game Trade Reviewers (NAVGTR) awards | Direction in a Game Cinema                          | Fallout 4                                     | Đề cử     | [ 100 ]         |
| 2016 | 15th National Academy of Video Game Trade Reviewers (NAVGTR) awards | Game Design, Franchise                              | Fallout 4                                     | Đề cử     | [ 100 ]         |
| 2016 | 15th National Academy of Video Game Trade Reviewers (NAVGTR) awards | Game Engineering                                    | Fallout 4                                     | Đề cử     | [ 100 ]         |
| 2016 | 15th National Academy of Video Game Trade Reviewers (NAVGTR) awards | Graphics, Technical                                 | Fallout 4                                     | Đề cử     | [ 100 ]         |
| 2016 | 15th National Academy of Video Game Trade Reviewers (NAVGTR) awards | Performance in a Drama, Lead                        | Brian T. Delaney as "Male Player Character"   | Đề cử     | [ 100 ]         |
| 2016 | 15th National Academy of Video Game Trade Reviewers (NAVGTR) awards | Performance in a Drama, Supporting                  | Stephen Russell as "Codsworth/Nick Valentine" | Đề cử     | [ 100 ]         |
| 2016 | 15th National Academy of Video Game Trade Reviewers (NAVGTR) awards | Song, Original or Adapted                           | "Good Neighbor"                               | Đề cử     | [ 100 ]         |
| 2016 | 15th National Academy of Video Game Trade Reviewers (NAVGTR) awards | Song Collection                                     | Fallout 4                                     | Đề cử     | [ 100 ]         |
| 2016 | 15th National Academy of Video Game Trade Reviewers (NAVGTR) awards | Sound Editing in a Game Cinema                      | Fallout 4                                     | Đề cử     | [ 100 ]         |
| 2016 | 15th National Academy of Video Game Trade Reviewers (NAVGTR) awards | Sound Effects                                       | Fallout 4                                     | Đề cử     | [ 100 ]         |
| 2016 | 15th National Academy of Video Game Trade Reviewers (NAVGTR) awards | Use of Sound, Franchise                             | Fallout 4                                     | Đề cử     | [ 100 ]         |
| 2016 | 15th National Academy of Video Game Trade Reviewers (NAVGTR) awards | Writing in a Drama                                  | Fallout 4                                     | Đề cử     | [ 100 ]         |
| 2016 | 15th National Academy of Video Game Trade Reviewers (NAVGTR) awards | Game, Franchise Role Playing                        | Fallout 4                                     | Đề cử     | [ 100 ]         |
| 2016 | 12th British Academy Games Awards                                   | Best Game                                           | Fallout 4                                     | Đoạt giải | [ 101 ]         |
| 2016 | 12th British Academy Games Awards                                   | Music                                               | Fallout 4                                     | Đề cử     | [ 101 ]         |
| 2017 | Game Critics Awards 2017                                            | Best VR Game                                        | Fallout 4 VR                                  | Đề cử     | [ 102 ]         |
| 2017 | Gamescom 2017                                                       | Best Virtual Reality Game                           | Fallout 4 VR                                  | Đoạt giải | [ 103 ]         |
| 2018 | 17th National Academy of Video Game Trade Reviewers (NAVGTR) awards | Control Design, VR                                  | Fallout 4 VR                                  | Đề cử     | [ 104 ] [ 105 ] |
| 2018 | 17th National Academy of Video Game Trade Reviewers (NAVGTR) awards | Direction in Virtual Reality                        | Fallout 4 VR                                  | Đề cử     | [ 104 ] [ 105 ] |
| 2018 | 17th National Academy of Video Game Trade Reviewers (NAVGTR) awards | Sound Mixing in Virtual Reality                     | Fallout 4 VR                                  | Đề cử     | [ 104 ] [ 105 ] |